# Culte des ancêtres
Pour les articles homonymes, voir Ancêtre (homonymie).
 (août 2014).
Si vous disposez d'ouvrages ou d'articles de référence ou si vous connaissez des sites web de qualité traitant du thème abordé ici, merci de compléter l'article en donnant les références utiles à sa vérifiabilité et en les liant à la section « Notes et références ».
Le culte des ancêtres est une pratique commune à beaucoup de religions. Abandonné sous sa forme initiale dans de nombreux endroits, ce type de culte subsiste à Madagascar, en Chine, au Viêt Nam, en Corée, au Japon au Mexique, ou en Europe à travers un syncrétisme avec le christianisme. Les religions orientales ont intégré depuis l'origine le culte des ancêtres. Sur le plan formel, les religions monothéistes comme le judaïsme, le christianisme (particulièrement dans sa branche protestante) et l'islam ne le reconnaissent pas (ils le découragent, le relativisent ou le proscrivent), ce qui n'empêche pas la pratique de syncrétismes avec ces confessions, en Afrique et au Moyen-Orient, tels l'islam soufi et, en Amérique latine et Afrique occidentale et centrale, le culte catholique des saints.
Le culte des ancêtres étant intimement lié à la connaissance des générations précédentes, cette pratique a des liens étroits avec la généalogie des peuples concernés.

## En Asie

### Chine

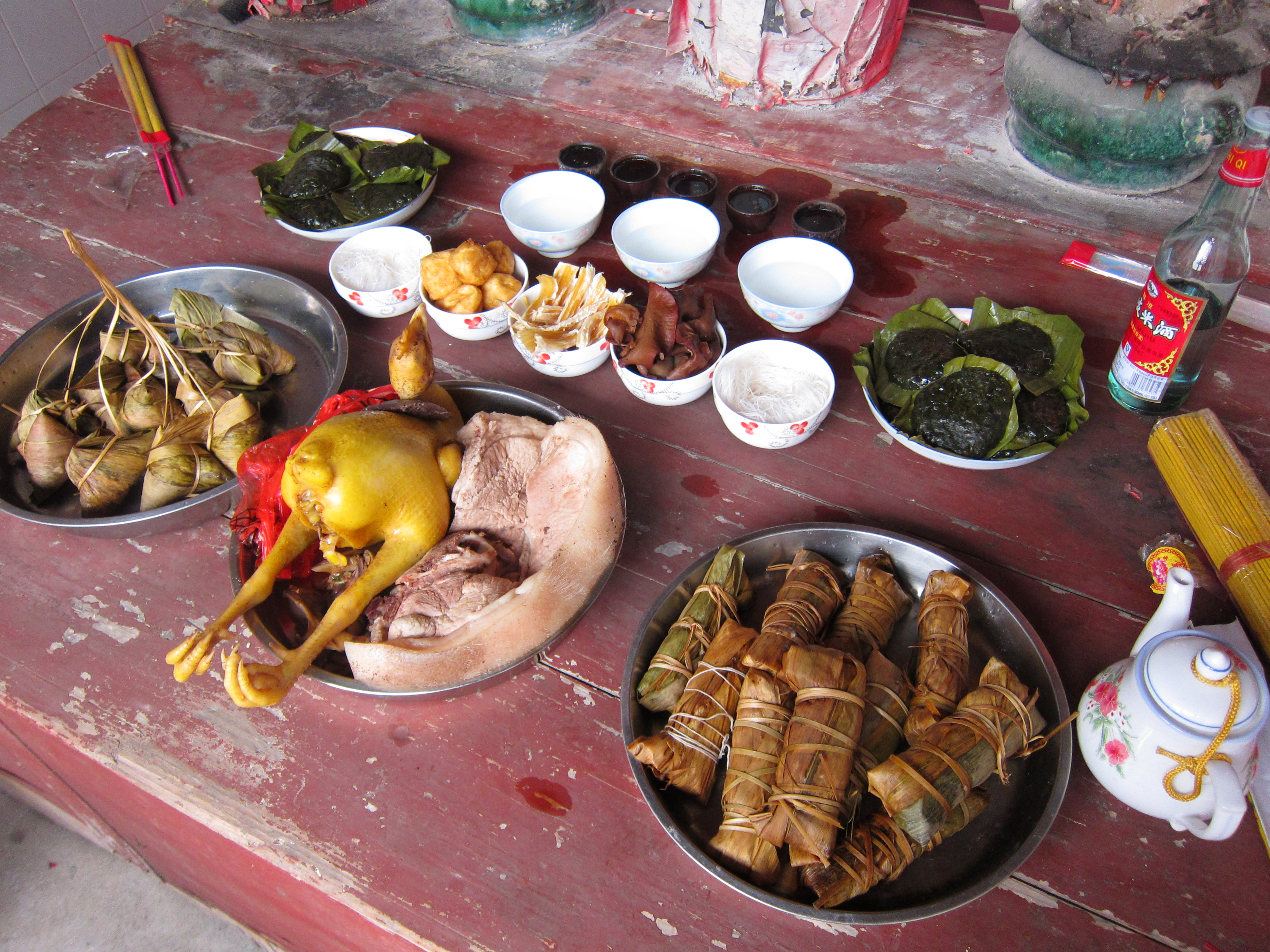
Offrandes de nourriture aux ancêtres

Le culte des ancêtres joue, depuis les temps les plus anciens, un rôle capital dans la pensée et dans les pratiques religieuses de la civilisation chinoise. La religion populaire a toujours perduré même en cohabitant avec des clergés taoïste, bouddhiste, islamique, catholique ou marxiste. De par sa proximité avec la pensée confucéenne qui insiste sur la piété des fils envers leurs pères, le culte des ancêtres est une pratique immémoriale en Chine. Ce culte est supposé entretenir les liens de communication entre les vivants et les morts. L'historien Franciscus Verellen explique: " Le culte aux ancêtres, par exemple, est généralement présenté comme ce qui assure des rapports harmonieux entre les générations, même au travers de la mort, sur la base de la piété filiale. Un tel culte permet aux membres d'une famille de jouir de la protection des ancêtres bienveillants, en échange de dévotions et d'offrandes." Le culte des ancêtres permet donc de perpétuer le respect envers les ainés malgré la mort: une continuité de la piété filiale. L'ancêtre se voit offrir des sacrifices de nourriture au moment des fêtes (comme la fête des morts) parfois de l'anniversaire du défunt ou de l'ancêtre légendaire d'une famille (fréquent dans l'aristocratie) et offrir des bouchées avant les repas.
La tablette funéraire de l'ancêtre se trouve traditionnellement dans une salle prévue à cet effet à l'intérieur de la maison, tandis que le temple ancestral est situé au Sud du côté est de la cour. Il est de coutume de brûler de l'encens et du papier-monnaie. Des visites à la tombe ancestrale font aussi partie du culte, particulièrement pour le nettoyage au moment du Qingmingjie.
Selon la tradition, seul le roi pouvait sacrifier à ses ancêtres jusqu'à la 7e génération, les princes jusqu'à la 5e, les grands officiers la 3e et les gens ordinaires n'avaient qu'un seul ancêtre. Quant à l'Empereur, se faisant appeler Fils du Ciel, il se devait de sacrifier au Ciel et à la Terre, ses « parents » (jusqu'à ce qu'une impératrice Wu Zetian réclame de sacrifier à la Terre, celle-ci étant considéré comme féminine)

### Philippines
Parmi les peuples animistes du nord des Philippines, le culte des ancêtres est fréquent jusqu'à l'arrivée des Américains dans les années 1900, sous la forme de statuettes en bois sculpté nommées bululs.

### Vietnam

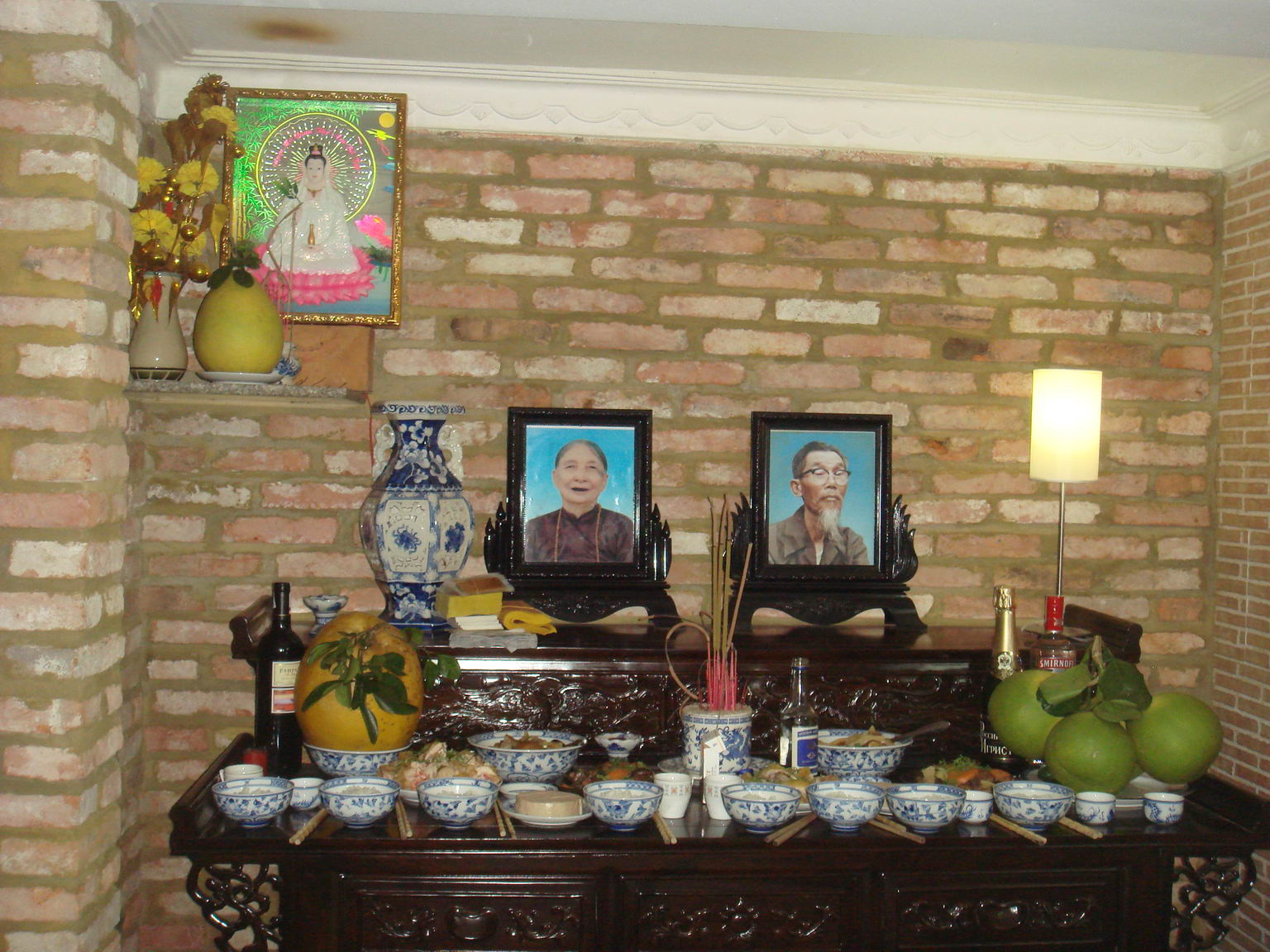
Autel des ancêtres dans un foyer vietnamien.

Au Vietnam, le culte des ancêtres s'appelle le tín ngưỡng thờ cúng tổ tiên.

### Austronésie
Le culte des ancêtres est aussi présent chez les peuples de langue austronésienne (Océanie, Madagascar). Ainsi la littérature orale polynésienne parle d'ancêtres divinisés auxquels on rendait un culte (voir marae). Les Moaï de l'île de Pâques ont été interprétés par les archéologues dans ce sens.

## En Afrique
Le « culte des ancêtres » est une composante importante des religions africaines. Néanmoins, pour certains, le terme « culte des ancêtres » est inapproprié dans le cas de la spiritualité africaine.
Les ancêtres sanctifiés, ayant respecté les préceptes divins, sont honorés par des prières et des offrandes d'hommages afin de bénéficier de leur bienveillance. Ils sont perçus comme pouvant intercéder entre Dieu et les hommes. Honorer les ancêtres sanctifiés est considéré comme nécessaire pour pouvoir soi-même bénéficier de bonnes retombées dans la vie.
La dévotion due aux ancêtres s'inscrit donc dans une volonté d'harmonie entre l'au-delà et le monde physique des Hommes (l'équilibre cosmique). Si cette harmonie n'est pas respectée, il se crée un déséquilibre néfaste pour l'homme comme pour le reste de la création. Ce qu'on a appelé totémisme ou animisme pour traiter de la tradition spirituelle africaine est une forme de pensée où des esprits invisibles investissent les autres éléments de la création (animal ou végétal le plus souvent).
En Afrique du nord, dans la culture berbère, ce culte perdure d'une façon plus ou moins intense selon les régions et selon que le lieu ou la pratique est ou non intégrée à un syncrétisme. Il a été attesté que certaines mosquées ou sanctuaires musulmans sont installés sur d'anciens sites dédiés aux « ancêtres » ou aux « Saints des tribus ».

## En Amérique latine
Le culte des ancêtres occupait une grande place dans la religion des Mayas. Les défunts étaient considérés comme des médiateurs entre les vivants et les puissances surnaturelles. L'adoration reposait souvent sur un ancêtre mâle (structure probablement patrilinéaire). Tous les morts reposaient près des vivants, souvent sous le sol de la maison avec des offrandes. Celles-ci reflétaient le statut social du défunt. On pouvait adresser des prières, effectuer des rites, verser le sang par autolacération ou par sacrifice. On retrouvait les mêmes pratiques chez la royauté, mais a plus grande échelle. Les cérémonies étaient alors effectuées au sommet des temples et des grandes acropoles.

## En Europe
- Rome antique : les Romains vénèrent les ancêtres morts (mânes).
- Basques : le culte des ancêtres s'appelle Asaben gurtza.